# Pauldopia
Pauldopia, monotipski biljni rod iz porodice katalpovki smješten u tribus paleotropske klade . Jedina je vrsta P. ghonta, grm iz jugoistočne Azije. 

## Etimologija
Ime roda Pauldopia je u čast Paula Louisa Amansa Dopa (1876. – 1954.), francuskog botaničara koji je opsežno radio u Indokini. Latinski specifični epitet za ghonta je bengalska riječ koja znači zvono, aludirajući na oblik vjenčića cvijeta.

## Opis
Zimzeleni 1,5-2,5 m visoki grm, rijetko kao drvo do 6 metara. Raste po zimzelenim šumama, i uz rubove cesta i padina; na visina od (600-) 1300-1800 m. u južnom Yunnanu, Indiji, Laosu, Mjanmaru, Nepalu, Šri Lanki, Tajlandu i Vijetnamu.

### Lišće
Lišće je rijetko dlakavo, svaki je listić jajast do lancetast, s klinastom bazom i ušiljenim vrhom. Listna plojka ima cijeli do nazubljeni rub, a mjeri 3,7 - 5 cm duljine i 1,5 - 2,5 cm širine.

### Oprašivanje
Ptice.
- P. ghonta
- P. ghonta

## Sinonimi
- Bignonia ghonta Buch.-Ham. ex G.Don; Gen. Hist. 4(1): 222 (1837)
- Bignonia ghonta Buch.-Ham. ex Wall.; Numer. List [Wall.] n. 6510 (1832), nomen
- Radermachera alata Dop; Bull. Mus. Natl. Hist. Nat. 32(3): 184 (1926)
- Radermachera bipinnata (Collett & Hemsl.) Steenis ex Chatterjee; Bull. Bot. Soc. Bengal 2: 71 (1948)
- Radermachera ghonta (Buch.-Ham. ex G.Don) Chatterjee; Bull. Bot. Soc. Bengal 2(1): 71 (1948)
- Stereospermum ghonta (Buch.-Ham. ex G.Don) C.B.Clarke; Fl. Brit. India [Hook.f.] 4(11): 384 (1884)
- Tecoma bipinnata Collett & Hemsl.; Jour Linn Soc Bot. 28: 102 (1890)